# Lophodermium conigenum
Lophodermium conigenum är en svampart som först beskrevs av Brunaud, och fick sitt nu gällande namn av Hilitzer 1929. Lophodermium conigenum ingår i släktet Lophodermium och familjen Rhytismataceae.  Arten är reproducerande i Sverige. Inga underarter finns listade i Catalogue of Life.